# ديفيد ويتير
ديفيد ويتير (بالإنجليزية: David Wheater)‏، من مواليد 14 فبراير 1987 في ريدكار في إنجلترا، لاعب كرة قدم إنجليزي.
بدأ مسيرته الكروية مع نادي ميدلزبره في عام 2004، وهو يلعب معهم حتى الآن، وفي عام 2006 أعير إلى نادي دونكاستر روفرز، ولعب معهم 7 مباريات وسجل هدف واحد، وفي عام 2006 أعير إلى نادي وولفرهامبتون واندرز، ولعب معهم مباراة واحدة، وفي عام 2007 أعير إلى نادي دارلينغتون، ولعب معهم 15 مباراة وسجل هدفين.
و أنتقل اللاعب الأنجليزي إلى بولتون في مطلع عام 2011 بموجب عقد يمتد أربع سنوات.

## روابط خارجية
- ديفيد ويتير على موقع قاعدة بيانات كرة القدم.إي يو (الإنجليزية)
- ديفيد ويتير على موقع Soccerbase.com (لاعب) (الإنجليزية)
- ديفيد ويتير على موقع عالم كرة القدم.نت (الإنجليزية)
- ديفيد ويتير على موقع كووورة